# Scolecimorpha joubini
Scolecimorpha joubini är en kräftdjursart som först beskrevs av Édouard Chatton 1909.  Scolecimorpha joubini ingår i släktet Scolecimorpha, och familjen Notodelphyidae. Arten är reproducerande i Sverige.